# Takao Yasuda
Takao Yasuda (jap. 安田 隆夫, geb. am 7. Mai 1949 in Ōgaki, Japan) ist ein japanischer Unternehmer. Er ist der Gründer von Pan Pacific International einer japanischen Einzelhandelsholding, zu der über 700 Filialen gehörten. Sein Vermögen wurde auf 3,3 Milliarden US-Dollar beziffert. Nach Angaben des US-amerikanischen Magazins Forbes war er damit der 14. reichste Japaner. (Stand: 2023)

## Berufliche Karriere

### Anfänge
Yasuda war Absolvent der juristischen Fakultät der Keio-Universität. Nach seinem Abschluss im Jahr 1973 fand er in einer Immobilienfirma Arbeit. Als das Unternehmen in Insolvenz ging, wurde er arbeitslos. 1978 eröffnete Yasuda im Tokioter Stadtteil Suginami einen kleinen Laden für preisreduzierte Waren, den er Dorobou Ichiba (泥棒市場) nannte, was auf Deutsch „Diebesmarkt“ heißt, und der rund um die Uhr geöffnet hatte.

### Gründung Don Quijote
1980 gründete Yasuda die Just Co. Ltd. 1995 wurde der Name in Don Quijote Co. Ltd. geändert, 2013 wurde das Unternehmen in Don Quijote Holdings umbenannt, und seit Februar 2019 heißt es Pan Pacific International Holdings. Zusätzlich gründete er 1982 die Großhandelsgesellschaft Leader Co. Ltd. Im Jahr 1989 eröffneten Yasuda und Just Co., Ltd. ihr erstes Don Quijote-Geschäft in Fuchū City, Tokio, und etablierten es als das heute bekannte Don Quijote-Geschäft Nummer 1.

### Rückschläge
Nach mehr als einem Jahrzehnt Unternehmenswachstum, einschließlich der Notierung an der Tokioter Börse im Jahr 1998, kam es im Jahr 2004 zu einer Tragödie, als vier Don Quijote-Filialen Opfer von Brandanschlägen wurden, bei denen drei Angestellte starben – Yasuda übernahm die Verantwortung für den Verlust des Lebens seiner Angestellten und trat von seiner Position als CEO und Vorsitzender von Don Quijote Co. zurück. Erst 8 Jahre nach dem Vorfall, als sein Nachfolger Junji Narusawa 2013 aus gesundheitlichen Gründen zurücktreten musste, übernahm Yasuda erneut seine Rolle als CEO von Don Quijote Co. bis zum nächsten Jahr 2014, als die Nachfolge von Kouji Ōhara angetreten wurde. Seit Juli 2015, nach der Übergabe an seinen zweiten Nachfolger, ist Takao Yasuda weiterhin als Berater für Don Quijote Holdings (heute: Pan Pacific International Holdings) tätig.

## Don Quijote und Pan Pacific International
Der Unternehmenssitz befindet sich in Meguro, Präfektur Tokio. Ursprünglich als Don Quijote gegründet, firmierte die Holding 2019 in Pan Pacific international um. Es werden rund 700 Filialen in Japan, Singapur, Hong Kong, Thailand, Vietnam und den USA betrieben. 2021 wurde die Gelson's-Gruppe mit 27 Supermärkten in Kalifornien erworben.
Zu den wichtigsten Tochtergesellschaften gehören: Don Quijote, Uny Co., Ltd., Nagasakiya Co., Ltd. und Gelson's Markets.
Das Stammkapital betrug 2022 23,217 Millionen ¥ und es wurden 16.912 Mitarbeiter beschäftigt.